# 黄许镇
黄许镇，是中华人民共和国四川省德阳市旌阳区下辖的一个乡镇级行政单位。

## 行政区划
黄许镇下辖以下地区：
南华宫社区、滨河街社区、孟家场镇社区、新新村、三合村、新龙村、胜华村、广平村、红海村、双原村、大坝村、金桥村、绵河村、新太村、江林村、宏山村、朝阳村、富新村、泰康村、长平村和德阳监狱社区。